# Rio Fagu Oltului
O Rio Fagu Oltului é um rio da Romênia, afluente do Olt, localizado no distrito de Harghita.